# Lost & Found Music Studios
Lost & Found Music Studios (também chamado de Lost & Found em Portugal) é uma série canadense destinada ao público infantil e adolescente de drama musical criada por Frank van Keeken e exibida pelo Family Channel no Canadá, CBBC no Reino Unido e na Netflix em territórios globais. A série é produzida por Temple Street Productions e Beachwood Canyon Productions. É um spin-off centrado na música do foco na dança The Next Step usando um formato mockumentary semelhante e compartilhando personagens e locais; os personagens principais de Lost & Found apareceram inicialmente na terceira temporada de The Next Step. A série estreou em 11 de dezembro de 2015 no Family Channel. Em Portugal, estreou em 13 de julho de 2020 no Biggs.

## Sinopse
Artistas adolescentes de um conceituado curso de treinamento musical constroem laços de amizade, criatividade e romance enquanto transformam sua paixão em profissão.

## Elenco
| Ator/Atriz           | Personagem | Temporada    | Temporada    |
| Ator/Atriz           | Personagem | 1ª           | 2ª           |
| Principal            | Principal  | Principal    | Principal    |
| -------------------- | ---------- | ------------ | ------------ |
| Shane Harte          | Luke       | Principal    | Principal    |
| Keara Graves         | Leia       | Principal    | Principal    |
| Alex Zaichkowski     | John       | Principal    | Principal    |
| Sarah Carmosino      | Rachel     | Principal    | Principal    |
| Ella Jonas Farlinger | Eva        | Principal    | Principal    |
| DeShaun Clarke       | Jude       | Principal    | Principal    |
| Levi Randall         | Theo       | Principal    | Principal    |
| Alyssa Baker         | Maggie     | Principal    | Principal    |
| Olivia Solo          | Annabelle  | Principal    | Principal    |
| Trevor Tordjman      | James      | Principal    | Principal    |
| Recorrente           |            |              |              |
| Maranda Thomas       | Mary       | Recorrente   | Recorrente   |
| Victoria Baldesarra  | Michelle   | Recorrente   | Recorrente   |
| Jeni Ross            | Clara      | Recorrente   | Recorrente   |
| Rakim Kelly          | Isaac      | Recorrente   | Recorrente   |
| Michael Torontow     | Sr. T      | Recorrente   | Recorrente   |
| Katrina Hachey       | Hannah     | Recorrente   | Recorrente   |
| Matthew Bacik        | Nate       | Recorrente   | Recorrente   |
| Ali Milner           | Parker     | Recorrente   | Recorrente   |
| Brittany Raymond     | Riley      | Participação | Recorrente   |
| Jordan Clark         | Giselle    | Participação | Recorrente   |
| Lovell Adams-Gray    | Tully      | Participação | Participação |
| Lauren Thomas        | Jackie     | Participação | Participação |
| Bailey Pelkman       | Britney    | Participação | Participação |
| Ian Matthews         | Thomas     | Participação | Participação |

## Ligações Externas
- Lost & Found Music Studios. no IMDb.
- Lost & Found Music Studios na Netflix